# Forever Vienna
Forever Vienna é um álbum de estúdio do maestro André Rieu, lançado em 2009. Esse álbum chegou em segundo lugar na UK Albums Chart do Reino Unido.